# The Groundlings
The Groundlings est une troupe et une école américaine d'improvisation théâtrale et de sketches, active depuis 1974 à Los Angeles en Californie. La troupe est créée par Gary Austin et se sert d'un format d'improvisation inspiré de Viola Spolin et utilisé par Del Close et d'autres membres de la troupe The Second City basée à Chicago et à Saint-Louis. Elle tire son nom de la scène 2 de l'acte 3 d'Hamlet de William Shakespeare : « et casser les oreilles de la galerie qui la plupart du temps n'apprécie qu'une pantomime incompréhensible et le bruit », en version originale le mot « galerie » étant « the groundlings ». En 1975, la troupe achète le bâtiment actuel situé sur la Melrose Avenue à Los Angeles.
L'école des Groundlings tient de nouvelles sessions toutes les six semaines avec plus de 300 élèves par session et plus de 2 000 chaque année. Le programme compétitif, accessible par audition, est constitué de cinq niveaux (basique, intermédiaire, improvisation avancée, laboratoire d'écriture et laboratoire d'écriture avancé). Les participants doivent satisfaire aux critères des instructeurs pour évoluer.
Le programme prend des années à être mené à bien, les listes d'attente s'étendant sur dix-huit à vingt-quatre mois entre chaque niveau. Les étudiants peuvent être invités à répéter plusieurs fois le cours basique et intermédiaire. Un échec aux classes d'improvisation ou d'écriture avancées, signifie qu'un étudiant ne peut pas terminer le programme ni être invité dans la pièce du dimanche.
Les étudiants peuvent intégrés la pièce du dimanche, où ils ne peuvent pas rester plus de deux ans. Nombreux sont ceux à la quitter plus tôt que cela. De nombreux artistes des Groundlings ont connu du succès au cinéma et à la télévision, et plusieurs sont devenus membres de la distribution ou de l'équipe de scénaristes du Saturday Night Live de Mad TV ou de Reno 911, n'appelez pas !.

## Histoire
En 1972, Gary Austin, un vétéran de la troupe The Committee de San Francisco, rassemble un groupe d'artistes à Los Angeles pour travailler au même endroit. Ensemble, ils improvisent, interprètent des monologues, des scènes, des personnages, des chansons, des danses et des pièces de théâtre classique. Après environ un an, ils commencent à se produire en spectacle et à inviter des amis à venir les regarder. La nouvelle se répand vite et bientôt, de plus en plus de personnes viennent les rejoindre et le groupe commence à faire des représentations dans divers lieux autour d'Hollywood.
En janvier 1974, Gary Austin annonce vouloir créer une compagnie de théâtre. Les membres fondateurs sont au nombre de quinze, payant, à cette époque, une adhésion de 25 dollars pour assister aux ateliers. Ils développent diverses techniques lors de ces ateliers et interprètent les meilleures pièces les week-ends. Cette nouvelle troupe produit son premier spectacle dans le sous-sol de trente places de l’Oxford Theatre (maintenant Le Met) à l'angle du Santa Monica Boulevard et de la Western Avenue. Une critique de théâtre estimée du Los Angeles Times, Sylvie Drake est dans le public de ce premier week-end et écrit une critique élogieuse. « Cela pourrait être le début de quelque chose de grand », prédit-elle,.
Alors que le buzz atour de cette nouvelle troupe augmente, l’industrie du divertissement commence à s'y intéresser. La comédienne Lily Tomlin fait régulièrement partie du public de la troupe, et recrute plusieurs membres des Groundlings pour faire des sketches dans son émission The Lily Tomlin Show. Plus tard la même année, Lorne Michaels, qui produit l'émission de Lily Tomlin, demande à la comédienne des Groundlings Laraine Newman de rejoindre la distribution de sa toute nouvelle émission Saturday Night Live.
Peu de temps après, le nombre de membres de la troupe dépasse les quatre-vingt-dix. Pour réduire la taille, la troupe commence à accepter de nouveaux membres par audition. Phil Hartman, alors graphiste, s'essaye lors de la première session d'audition, Il est accepté, mais en raison de la concurrence féroce, il doit attendre plus d'un an avant de commencer à se produire dans les spectacles de la compagnie. Avec une si grande troupe, des ateliers se tenant sept jours sur sept et des spectacles à guichets fermés ayant lieu trois soirs par week-end, les Groundlings ont besoin d'un endroit qui leur soit propre.
L'école d'improvisation des Groundlings débute officiellement en 1978 avec dix-sept étudiants et membres de la troupe dont Gary Austin, Tom Maxwell, Phyllis Katz, Cherie Kerr, Laraine Newman et Tracy Newman. Au début du XXIe siècle, l'école compte un effectif total de 4 200 étudiants. La Sunday Company est créée par Suzanne Kent en 1982, pour développer davantage les talents issus de l'école.
En 1975, la compagnie acquiert ce qui deviendra le Groundlings Theatre au 7370 Melrose Avenue, un bâtiment auparavant utilisé comme studio de décorateur d'intérieur, salle d'exposition de meubles, bar gay et salon de massage. Sur fonds propres, les membres de la compagnie entreprennent de moderniser le bâtiment et de le transformer en une salle de spectacle. Il luttent contre quatre ans de paperasserie, de codes du bâtiment et de restrictions de stationnement avant de pouvoir produire des spectacles sur scène. Pendant ce temps, les Groundlings interprètent leurs spectacles dans une poignée de théâtres de toute la ville, dont The Improv, The Matrix, Hollywood Canteen et The White House. Finalement, en avril 1979, le théâtre de quatre-vingt-dix-neuf places ouvre ses portes au public.
En novembre 1979, quitte son poste de directeur artistique. Tom Maxwell est élu comme son successeur et sert pendant les dix années suivantes. La compagnie principale (The Main Company) qui ne compte pas plus de trente membres, prend collectivement les décisions artistiques, commerciales et créatives. En avril 2017, les Groundlings rendent hommage au décès de leur membre fondateur, Gary Austin, en se réunissant au théâtre et en déposant des fleurs sur sa pierre tombale.

## Membres

### Membres actuels
- Lauren Burns
- Tony Cavalero
- Michael Churven
- Matt Cook
- H. Michael Croner
- Samantha DeSurra
- Allison Dunbar
- Josh Duvendeck
- Chris Eckert
- Julian Gant
- Ryan Gaul
- Chris Guerra
- Patty Guggenheim
- Kiel Kennedy
- Andrew Leeds
- Lyric Lewis
- Laird Macintosh
- Edi Patterson (en)
- Emily Pendergast
- Jessica Pohly
- Ariane Price
- Leonard Robinson
- Lisa Schurga
- Annie Sertich
- Elliot Schwartz
- Greg Worswick

### Étudiants notables de laMain Company
- Tim Bagley
- Jillian Bell
- Mary Kay Bergman
- Jordan Black
- Patrick Bristow
- Maryedith Burrell
- John Cervenka
- Jennifer Coolidge
- Stephanie Courtney
- Christian Duguay
- Ben Falcone
- Nat Faxon
- David Roy Banks
- Will Ferrell
- Will Forte
- Daniele Gaither
- Ana Gasteyer
- GloZell
- Kathy Griffin
- Rachael Harris
- Phil Hartman
- Sandy Helberg
- Cheryl Hines
- Michael Hitchcock
- Jan Hooks
- Alex Kapp Horner
- Chris Kattan
- John Kilduff
- Taran Killam
- Angela Kinsey
- Lisa Kudrow
- Phil LaMarr
- Jon Lovitz
- Tress MacNeille
- Karen Maruyama
- Tim Matheson
- Melissa McCarthy
- Edie McClurg
- Michael McDonald
- Wendi McLendon-Covey
- Pat Morita
- Fernando Muylaert
- Craig T. Nelson
- Laraine Newman
- Tracy Newman
- Deanna Oliver
- Cheri Oteri
- Brian Palermo
- John Paragon
- Chris Parnell
- Cassandra Peterson
- Jim Rash
- Paul Reubens
- Jeremy Rowley
- Maya Rudolph
- Kevin Ruf
- Andrea Savage
- Mary Scheer
- Glenn Shadix
- Mitch Silpa
- Jonathan Stark
- Mindy Sterling
- Lynne Marie Stewart
- Julia Sweeney
- Cynthia Szigeti
- Judy Toll
- Betty Jean Ward
- Michaela Watkins
- Kristen Wiig
- Jim Wise

### Étudiants notables de laSunday Company
- J. J. Abrams
- Cecily Adams
- Steve Agee
- Joey Arias
- James Adomian
- Tyra Banks
- Adam Carolla
- Lana Condor
- Eliza Coupe
- Abby Elliott
- Jimmy Fallon
- Bob Flanagan
- Craig Taro Gold
- Daryl Hannah
- Mariska Hargitay
- Echo Kellum
- Chase Masterson
- Tim Matheson
- Heather McDonald
- Lee Newton
- Oscar Nuñez
- Conan O'Brien
- Kaitlin Olson
- Nasim Pedrad
- Joe Ranft
- Stephen Rannazzisi
- Melissa Rivers
- Lou Romano
- Mike Schwartz
- Dax Shepard
- Sherri Stoner
- Nancy Sullivan
- C. C. Swiney
- Michelle Thomas
- Rita Wilson
- Michael Zegen
- Vanessa Taylor
- Fortune Feimster